# Menkent
Menkent (theta Centauri) is een heldere ster in het sterrenbeeld Centaur (Centaurus). De naam staat voor schouder van de centaur, waarbij men- afkomstig is uit het Arabische mankib en -kent uit het Griekse kentauros.
Menkent is een oranje, koele reus van de klasse K0-IIIb en schijnt ongeveer 45 keer zo fel als de zon. De ster wordt gebruikt als navigatiepunt voor het navigeren van ruimtevluchten, bijvoorbeeld in het Apolloprogramma en de vlucht van de ruimtesonde Mars Odyssey.

## Zichtbaarheid vanuit de Benelux
Met veel geluk kan deze zuidelijke ster, vooral tijdens het culmineren ervan, alsnog vanuit de Benelux waargenomen worden. De uiterste hoogte die deze ster inneemt boven de zuidelijke horizon is amper twee en een halve graad. Een zeer transparante hemel en een waarnemingsplaats zonder storende kunstmatige nachtverlichting (vooral in zuidwaartse kijkrichting) is nodig om een glimp op te vangen van θ Centauri (Menkent). Pal noordwestelijk van deze ster is een driehoekig asterisme dat ook tot het sterrenbeeld Centaurus behoort. Het bestaat uit de sterren 1-i, 2-g, en 3-k Centauri. Deze driehoek werd Choo genoemd door Chinese astronomen uit de oudheid. De kans dat deze driehoek vanuit de Benelux waargenomen kan worden ligt iets hoger omdat hij tot op zes graden boven de zuidelijke horizon komt.
Met 8 minuten verschil culmineert Menkent samen met Arcturus, de opvallend heldere hoofdster van het veel noordelijker gelegen sterrenbeeld Ossenhoeder.